# グリーン・ゾーン
『グリーン・ゾーン』（Green Zone）は、ブライアン・ヘルゲランド脚本、ポール・グリーングラス監督のスリラー映画。ジャーナリストであるラジャフ・チャンドラセカランの2006年の著書『インペリアル・ライフ・イン・ザ・エメラルド・シティ』が元になっている。出演はマット・デイモン、エイミー・ライアン、グレッグ・キニア、ブレンダン・グリーソンら。製作は2008年1月のスペインで開始され、その後モロッコに移された。2010年3月12日に公開。
「グリーン・ゾーン」とは、かつて連合国暫定当局があったバグダード市内10km2にわたる安全地帯のことである。イラク暫定政権下の正式名称は「インターナショナル・ゾーン」ではあるものの、「グリーン・ゾーン」の呼び名が一般的である。物語はアメリカ占領下のグリーン・ゾーンで起こるミステリー作品である。

## ストーリー
ロイ・ミラー率いるMET隊(移動捜索班)は、WMD(Weapon of Mass Destruction;大量破壊兵器)の隠された倉庫があるという情報のもと出動したが、そこは何もないただの廃工場だった。作戦の失敗はこれで3度目であり、ミラーは情報に誤りがあるのではないかと主張したのだが、上官はそれを無視しようとする。
納得できないままの次の作戦の途上、イラン・イラク戦争を経験したイラク人フレディの情報提供をきっかけに、断片的な情報が段々と繋がっていく。アメリカ政府の高官パウンドストーンの妨害に合いながらも、戦争の原因たる情報の提供者「Magellan（マゼラン）」に同じく怪しさを感じるCIA捜査官や記者を味方につけ、隠された真実を追う。

## キャスト
ロイ・ミラー
演 - マット・デイモン、日本語吹替 - 平田広明
CIAによる大量破壊兵器調査を補佐するアメリカ陸軍上級准尉でMET隊隊長。
マット・デイモンは2007年から2008年にかけての全米脚本家組合ストライキの厳しい撮影スケジュールの最中であっても、スティーヴン・ソダーバーグ監督の映画『インフォーマント!』の撮影が始まる2008年4月15日に間に合う、2008年4月14日までに撮影が終わると確信してこの映画に参加した。
クラーク・パウンドストーン
演 - グレッグ・キニア、日本語吹替 - 大塚芳忠
アメリカ国防総省のバグダッド駐在高官。CIAのブラウンと対立し、彼の意見を「中東に長くいすぎて、冷静で正確な判断が出来なくなっている」と決めつけている。フセイン政権下のイラクから亡命して以来30年のズバイディを、欧米では有名な反フセイン運動家であるという理由でイラク政府の首班にしようとする。聡明とは言い難い無能な人間であり、アル・ラウィ将軍を執拗に殺そうとする。
マーティ・ブラウン
演 - ブレンダン・グリーソン、日本語吹替 - 石田太郎
CIAに所属している。ミラーの発言を気にかけている。中東歴が長い。パウンドストーンの考えとは異なる、「フセイン体制が崩壊した現状では、30年も亡命し、イラクでは誰も知る人がいないズバイディよりも、大規模な組織であるイラク軍を活用すべき」を唱え、対立する。
ローリー・デイン
演 - エイミー・ライアン、日本語吹替 - 込山順子
「ウォール・ストリート・ジャーナル」紙のバグダッド特派員。一見すると「取材対象にしつこく付きまとってでも情報を得る、貪欲なジャーナリスト」そのものだが、実はイラク戦争開戦前にパウンドストーンによってリークされた大量破壊兵器の存在について、まったく裏付けの調査をせずにたびたび記事を書いていた。
ファリド・ラーマン（フレディ）
演 - ハリド・アブダラ、日本語吹替 - 檀臣幸
イラク人。元イラク軍人で、イラン・イラク戦争で片足を失い、現在は義足。英語を話すことができ、後述のミラーに協力する一環として通訳を担当する。過去の戦争体験でフセイン政権下の軍幹部を含めた当時の上層部に反感を持ち、その矢先にアル＝ラーウィー将軍らの密会現場を目撃したことからミラーに協力する。
ブリッグス
演 - ジェイソン・アイザックス、日本語吹替 - 福田信昭
アメリカ陸軍少佐。米軍特殊部隊の隊長。パウンドストーンには従順で、彼の命ならばいかなる任務もこなす。
大佐
演 - アントニ・コロン
ミラーの上司。
ムハンマド・アル＝ラーウィー将軍
演 - イガル・ノール、日本語吹替 - 有川博
旧イラク軍の高級将校。イラクのお尋ね者トランプカードにおける『クラブのジャック』（実際のクラブのジャックはサイフッディーン・フライイフ・ハサン・ターハー・アッ＝ラーウィー）。混乱の中にある無秩序なイラクの現状に対し、「アメリカはこれを自力で抑えることは出来ない。いずれ我々に協力を求める」と考え、他の将軍達に説くが、やがて反米組織の首領と化す。

## 製作
『ボーン・アルティメイタム』（2007）の製作が終了した2007年1月、監督のポール・グリーングラスは、「ワシントン・ポスト」紙のジャーナリストであるラジャフ・チャンドラセカランの2006年のノンフィクション作品『インペリアル・ライフ・イン・ザ・エメラルド・シティ』を映画化する意向を表明した。グリーングラスはこの本を基礎に、『ユナイテッド93』（2006）で製作調査を担当したケイト・ソロモンとマイケル・ブレナーの両人とともに脚本を仕上げた。今回の脚本は、製作の過程で『ボーン・アルティメイタム』の脚本より前衛的なものになったと明かした。もともと今作の脚本は、映画脚本家のトム・ストッパードにグリーングラスから依頼をかけていたが、ストッパードが多忙であったため、映画脚本家ブライアン・ヘルゲランドが代わって監督と共同制作で脚本を作り上げた。グリーングラスは『ボーン・スプレマシー』と『ボーン・アルティメイタム』で共に仕事をしたマット・デイモン主演にこだわった。デイモンはグリーングラスが2007年6月に立ち上げたプロジェクトにも出演する。エイミー・ライアンとグレッグ・キニア、アントニ・コロンは2008年1月にキャスティングが決まった。
『グリーン・ゾーン』は本来2007年の暮れにクランクインされる予定であったが、2008年1月10日のスペインでクランクインとなった。その後、モロッコに移り、5月2日のロンドンでクランクアップとなった。
VFXはダブル・ネガティブが作成した。

### 主人公のモデル
本作の撮影には軍事アドバイザーとして、イラク戦争初期に本作の主人公と同じアメリカ陸軍MET隊隊長として大量破壊兵器の捜索任務に就いた、モンティ・ゴンザレス元アメリカ陸軍上級准尉が参加している。撮影中、マット・デイモンは彼にたびたび助言を求めており、ロイ・ミラーのモデルはモンティ・ゴンザレスである。また、アメリカ陸軍の兵士役を演じた者の中には、イラク戦争において実際にMET隊に所属して任務に就いていた者など、実際のイラク帰還兵も複数いる。

## 評価

### 批評家の反応
映画評論家からの反応は賛否真っ二つに分かれ、Rotten Tomatoesでの支持率は53%にとどまった。『シカゴ・サンタイムズ』紙にてロジャー・イーバートは満点となる4つ星を与えた。
映画は政治的な面で批判を受けた。ある者は本作を「反米」「反戦」とし、また、評論家のカイル・スミスは「恐ろしく反米である」と言った。Fox News.comは、「ミラーの活動は不正なものであり、グレッグ・キニア演じる国防総省員の存在によってそれが肯定されてしまっている」と評した。3月13日、マイケル・ムーアはTwitterにて「私は、この映画が作られたことが信じられない。愚かにも、アクション映画として公開されてしまった。ハリウッドで作られたイラク戦争映画では最もまっとうである」と述べた。またムーアは公式サイトにも映評を書いている。

### 興行成績
アメリカ合衆国とカナダでは3003スクリーンで公開され、週末に1430万9295ドルを稼いで初登場2位となった。1億ドルという予算を考慮するとそれは物足りないものであり、『ガーディアン』誌では、製作費の回収は困難であると見られている。
アメリカ合衆国とカナダでの興行収入は8週間で3505万3660ドルだった。

## キャッチコピー
1. 「114分間､あなたは最前線へ送り込まれる｡｣
2. 「グリーン・ゾーン—｡そこは､偽りに支配された安全地帯｡｣
3. 「決死の大量破壊兵器捜索､唯一の手がかりは､"偽情報"だった—｡｣